# لاولیس (دهانه)
لاولیس یک دهانه برخوردی در ماه‌ است.

## دهانه‌های اقماری
این دهانه ۱ دهانه اقماری دارد.
| Lovelace | عرض جغرافیایی | طول جغرافیایی | قطر          |
| -------- | ------------- | ------------- | ------------ |
| E        | ۸۲.۱° N       | ۹۳.۳° W       | ۲۳.۰ کیلومتر |